# Bryopsidella
Bryopsidella es un género de algas, perteneciente a la familia Bryopsidaceae.

## Especies
- Bryopsidella neglecta (Berthold 1880) Rietema 1975
- Bryopsidella ostreobiformis Calderón-Sáenz & Schnetter